# Вічне повернення (фільм, 2012)
«Вічне повернення» також іноді згадується українською як «Одвічне повернення» (рос. Вечное возвращение) робоча назва «Кінопроби. Однокурсники» (рос. Кинопробы. Однокурсники) — український трагікомедійний фільм, остання робота в режисерській і драматургічній кар'єрі Кіри Муратової. Світова прем'єра фільму відбулася в рамках Римського кінофестивалю 16 листопада 2012 року. Російська прем'єра відбулася 25 вересня. В Києві передпрокатна прем'єра фільму відбулася 27 вересня 2013 року, а сам прокат розпочався з 3 жовтня 2013 року..

## Сюжет
Йдуть кінопроби. Різні пари акторів грають одну і ту ж ситуацію. Герої майбутнього фільму — чоловік і жінка, що не зустрічалися багато років. Прийшов чоловік до жінки. Прийшов у капелюсі, та так хвилювався, що забув його зняти. Вони однокурсники, не бачилися сто років, він і живе давно в іншому місті, а сюди приїхав у відрядження. І відразу до неї, з питанням: як поділити себе між дружиною і коханкою? Жодна рада не звучить переконливо: він любить обох, але жити з обома не в змозі. Розлютившись, візитер грюкає дверима. Але приходить знов, адже інших знайомих в цьому місті у нього немає. І повертається.

## У ролях
- Віталій Лінецький
- Наталя Бузько
- Георгій Делієв
- Ута Кільтер
- Алла Демидова
- Олег Табаков
- Рената Литвинова
- Сергій Маковецький
- Юрій Невгамонний
- Геннадій Скарга
- Євгенія Барскова
- Яна Заргарьянц
- Олег Кохан — продюсер
- Марія Кругленко
- Леонід Кушнір — цукрозаводчик
- Антон Муратов — продюсер
- Пилип Панов

В епізодах:
- Олександр Бражник
- Олександр Галяс
- Діна Криловська
- Анатолій Падука-Голот
- Нікола Седнєв
- Ангеліна Симакова
- Руслан Хвастов
- Михайло Черешня

## Знімальна група
- Сценаристи: Кіра Муратова, Євген Голубенко (фінальна сцена «Розіграш»)
- Режисер-постановник: Кіра Муратова
- Оператор-постановник: Володимир Панков
- Художник-постановник: Євген Голубенко
- Другий режисер: Тетяна Комарова
- Другий оператор: Сергій Колбінєв
- Звукорежисер: Олександр Щепотін
- Монтажер: Валентина Олійник
- Майстер по світлу: Олександр Лобеєв
- Художник по костюмах: Руслан Хвастов
- Художник по гриму: Вікторія Курносенко
- Директор картини: Марина Жидецька
- Композитор: Валентин Сильвестров
- У фільмі звучать пісні у виконанні Петра Лещенка: «Студенточка», «У цирку», «Спи, моє бідне серце», «Караван», «Барселона», «Бессарабянка»
- Земфіра Рамазанова співає Пісеньку Герцога з опери Дж. Верді «Ріголетто»

## Премії та кінофестивалі
У липні 2013 року фільм було представлено на позаконкурсному показі на 35-ому Московському міжнародному кінофестивалі. У липні 2013 року фільм також було представлено на позаконкурсному показі на ОМКФ 2014 в рамках секції «Гала-прем'єри».
- 2012: Кінопремія «Ніка» за найкращий фільм країн СНД і Балтії[8][9][10]. По приз на сцену піднімався продюсер фільму Олег Кохан, який подякував кіноакадемікам за високу оцінку картини та заявив ця нагорода належить не лише режисеру та продюсерам, а усій творчій групі фільму.[11]
- 2013: Премія «Білий слон» Гільдії кінознавців і кінокритиків Росії[12][13][14]:
  - Премія в номінації Найкраща режисерська робота — Кірі Муратової
  - Премія молодих кінокритиків «Голос» — фільму «Вічне повернення»